# Бей-Милс
Бей-Милс (англ. Bay Mills Reservation, англ. Bay Mills Indian Community) — индейская резервация народа оджибве, расположенная в северной части штата Мичиган, США. 

## История
Многочисленные группы народа оджибве исторически занимали территорию по обеим берегам реки Сент-Мэрис. В колониальную эпоху на этих землях был основан торговый пост, вокруг которого постепенно сформировалось оседлое сообщество, космополитичное по своему разнообразию культур коренных народов, метисов, а также французов и англоязычных европейцев. По окончании Англо-американской войны была урегулирована граница Соединённых Штатов с Британской Канадой и южная часть региона, включая Верхний полуостров Мичигана и остров Шугар, стала частью Территории Мичиган. В 1815 году оджибве уступили большую часть своих земель в Мичигане.
Позднее индейцы потеряли ещё часть своей территории в основном из-за спекуляций и мошенничества евроамериканских торговцев. Договор 1842 года, по которому оджибве уступили земли американскому правительству, был одним из крупнейших соглашений об уступке земель, когда-либо заключенных между федеральным правительством США и индейскими племенами. Согласно этому договору коренные народы сохраняли свои права на рыбную ловлю, охоту и собирательство на этих уступленных землях. В 1850 году была создана индейская резервация Бей-Милс.

## География
Бей-Милс состоит из нескольких несмежных участков, расположенных в округе Чиппева. Большая часть резервации находится к северо-западу от Бримли и на территории тауншипов Бей-Милс и Сьюпириор. Оставшиеся 2,674 км² расположены на острове Шугар. Общая площадь резервации, включая трастовые земли (0,088 км²),  составляет 14,545 км², из них 14,254 км² приходится на сушу и 0,291 км² — на воду. Штаб-квартирой племени является невключённая территория и статистически обособленная местность Бримли.

## Демография
По данным федеральной переписи населения 2010 года, в резервации проживало 1 014 человек. Согласно федеральной переписи населения 2020 года в резервации проживало 1 032 человека, насчитывалось 342 домохозяйства и 407 жилых дома. Средний возраст, проживающих в Бей-Милс, составлял 25,8 лет. Доход среднего домохозяйства в индейской резервации составлял 55 568 долларов США. Около 23,4 % всего населения находились за чертой бедности, в том числе 40,9 % тех, кому ещё не исполнилось 18 лет, и 2,3 % старше 65 лет.
Расовый состав распределился следующим образом: белые — 149 чел., афроамериканцы — 5 чел., коренные американцы (индейцы США) — 762 чел., азиаты — 1 чел., океанийцы — 0 чел., представители других рас — 3 чел., представители двух или более рас — 112 человек; испаноязычные или латиноамериканцы любой расы составили 17 человек. Плотность населения составляла 70,95 чел./км².

## Комментарии
1. ↑  Сам населённый пункт не входит в состав резервации, а является лишь штаб-квартирой племени.